# Сомерсет (округ, Меріленд)
Шаблон:StateAbbr_ 38°05′ пн. ш. 75°52′ зх. д. / 38.08° пн. ш. 75.86° зх. д.
О́круг Со́мерсет (англ. Somerset County) — округ (графство) у штаті Меріленд, США. Ідентифікатор округу 24039.

## Демографія
За даними перепису
2000 року
загальне населення округу становило 24747 осіб, зокрема міського населення було 11969, а сільського — 12778.
Серед мешканців округу чоловіків було 13213, а жінок — 11534. В окрузі було 8361 домогосподарство, 5444 родин, які мешкали в 10092 будинках.
Середній розмір родини становив 2,92.
Віковий розподіл населення поданий у таблиці:
| Стать    | До 15 років | 15-21 | 22-29 | 30-39 | 40-49 | 50-65 | 65-85 | Понад 85 |
| -------- | ----------- | ----- | ----- | ----- | ----- | ----- | ----- | -------- |
| Чоловіки | 1851        | 1637  | 1900  | 2374  | 2013  | 1964  | 1362  | 112      |
| Жінки    | 1928        | 1757  | 1063  | 1310  | 1580  | 1867  | 1753  | 276      |

## Суміжні округи
- Вікоміко — північ
- Вустер — схід
- Аккомак, Вірджинія — південь
- Графство Святої Марії — захід
- Дорчестер — північний захід

## Виноски
1. ↑  U.S. Decennial Census. United States Census Bureau. Архів оригіналу за 19 липня 2018. Процитовано 14 вересня 2014.
2. ↑  Historical Census Browser. University of Virginia Library. Архів оригіналу за 11 серпня 2012. Процитовано 14 вересня 2014.
3. ↑  Population of Counties by Decennial Census: 1900 to 1990. United States Census Bureau. Архів оригіналу за 31 жовтня 2014. Процитовано 14 вересня 2014.
4. ↑  Census 2000 PHC-T-4. Ranking Tables for Counties: 1990 and 2000 (PDF). United States Census Bureau. Архів оригіналу (PDF) за 18 грудня 2014. Процитовано 14 вересня 2014.
5. ↑  State & County QuickFacts. United States Census Bureau. Архів оригіналу за 20 липня 2011. Процитовано 24 серпня 2013. [Архівовано 2011-06-06 у Wayback Machine.](англ.) Наведено за англійською вікіпедією.
6. ↑  American FactFinder. Бюро перепису населення США. Архів оригіналу за 26 лютого 2012. Процитовано 31 січня 2008. [Архівовано 2008-05-21 у Wayback Machine.]

| США | Це незавершена стаття з географії США. Ви можете допомогти проєкту, виправивши або дописавши її. |